# Society for the Diffusion of Useful Knowledge
La Società per la Diffusione del Sapere Utile fu fondata a Londra nel 1826 da Lord Henry Brougham insieme a molti altri riformisti in seguito ad un articolo di Charles Knight apparso su un giornale nel 1821 che deplorava la cattiva influenza della stampa popolare sulle classi lavoratrici. Brougham aveva già scritto "Osservazioni pratiche sull'Educazione del Popolo, dirette alle classi industriose, ed a chi dà loro impiego." un opuscolo che proponeva la pubblicazione di libri di divulgazione scientifica e cultura generale a basso prezzo. Alcuni sospettano che a partire dal suo nome la SDUK fu costituita in parte anche come rivale della meglio conosciuta "Society for the Propagation of Christian Knowledge" a differenza di questa, le edizioni della SDUK preferivano la verità scientifica rispetto ai Dogmi religiosi.

## Lo scopo
L'oggetto della nuova Società era quello promuovere l'educazione autodidatta e favorire la divulgazione del sapere utile alle classi operaie ed alla borghesia che non potevano avvalersi di insegnanti esperti. A tale scopo Lord John Russell, James Mill, Zachary Macaulay, William Tooke, e George Birkbeck, nel 1823 con il supporto di Lord Brougham, avevano già contribuito a fondare la prima istituzione in ambito meccanico il "Mechanics' Institutes". L'estensione della formazione a tutte le classi e tutte le età era l'obiettivo più ampio di questo gruppo di riformatori, alcuni dei quali nel 1824 avevano avviato un'altra società per favorire la diffusione delle scuole materne. Si convenne che le pubblicazioni della SDUK dovevano trattare tematiche relative a storia, geografia, zoologia ed essere un supporto utile ai lavoratori che avevano appena imparato a leggere, per migliorare la loro lettura nonché informarli. Non era tralasciato neanche l'insegnamento dei principi scientifici legati alle attività commerciali e artigianali della borghesia.

## L'obiettivo
Era di sfruttare i recenti progressi tecnici nella stampa e nella distribuzione, realizzando pubblicazioni a basso costo. Per andare incontro alla domanda di conoscenza proveniente dai neonati istituti; 
La società agiva da intermediario tra autori ed editori per la realizzazione di diverse ambiziose serie di pubblicazioni. La Società fissava la forma e il prezzo di vendita dei trattati, la frequenza di pubblicazione e dei pagamenti agli autori, l'editore faceva accordi con lo stampatore e organizzava la distribuzione e vendita delle pubblicazioni. Gli stampatori inizialmente furono Baldwin & Cradock, in seguito sostituiti da Charles Knight (editore). Incaricato degli affari della Società, era un comitato generale composto da non meno di 40 membri e non più di 60.
Per poter accedere ad un più vasto pubblico ed evitare controversie fra gli stessi membri della società, si decise di evitare argomenti riguardanti la politica e la religione. Nonostante questa precauzione, la SDUK attirò su di sé l'attenzione negativa dei conservatori e della chiesa d'Inghilterra. I suoi fondatori erano molto noti per altre attività a favore delle riforme politiche ed educative. Molti erano membri di spicco del consiglio della nuova University College London fondata nel 1826. Si preparavano nel mese di ottobre del 1828 ad aprire per la prima volta in Inghilterra l'istruzione universitaria a studenti di qualsiasi classe e razza, di qualsiasi fede e non credenti, compreso quelli a cui era stato impedito di laurearsi a Cambridge ed Oxford perché non Anglicani
Molti dei membri della SDUK erano anche nei comitati dell'Università; Thomas Coates era Segretario di entrambi, e Lord Brougham era presidente della SDUK nonché il primo presidente dell'Università. Mentre la nuova università metropolitana permetteva di studiare alla classe media che non aveva opportunità per un'istruzione superiore; la SDUK attraverso pubblicazioni a buon mercato, offri un grande supporto educativo per le masse negli anni precedenti la scolarizzazione universale.
Gli oppositori di entrambe le organizzazioni cercarono di abbatterle con le loro parodie e cartoni animati, cercando di far credere che la nuova Università 
fosse destinata alla classe operaia, che poi sarebbe stata incoraggiata a ribellarsi contro lo status quo sociale e politico dell'epoca. I critici osteggiavano in modo particolare Lord Henry Brougham, il principale membro fondatore di entrambe le istituzioni. Brougham era un personaggio pubblico controverso, famoso oratore Whig in Parlamento e avvocato celebre per la sua difesa di successo della regina Carolina alla Camera dei Lord nel 1820, per il quale si guadagnò anche l'inimicizia di Re Giorgio IV.

## Pubblicazioni

### Penny Magazine
Per diffondere la conoscenza in modo più immediato e divertente rispetto ai trattati, nel marzo del 1832 la SDUK iniziò a pubblicare il "Penny Magazine", un settimanale d'informazioni che faceva un uso innovativo delle illustrazioni xilografiche di qualità molto elevata per una pubblicazione a buon mercato. Dalla metà del 1830 la società cominciò ad essere in una situazione economica precaria, avendo ridotto il budget per l'avvio di nuove pubblicazioni, gli abbonati scesero dai 500 del 1828 ai 40 del 1843.

### Biblioteca del Sapere Utile
Una significativa serie di pubblicazioni della SDUK è stata la Biblioteca del Sapere Utile, era pubblicata due volte la settimana e venduta a 6 pence. Gli argomenti trattati erano prettamente scientifici, il primo volume, con un'introduzione dello stesso Lord Brougham, vendette 33 000 copie. Tuttavia, il tentativo di raggiungere il mercato della classe operaia era in gran parte fallito perché 
solo il ceto medio manifestava interesse nei testi di divulgazione scientifica.

### (Maps) Gli atlanti
Con l'ammirevole scopo di favorire la condivisione egualitaria della conoscenza, la SDUK ha pubblicato alcuni straordinari atlanti dal dettaglio impressionante, le date citate sono: 1829-32, 1840, 1844 e 1846. L'atlante più importante consisteva in circa 200 mappe pubblicate separatamente da Baldwin e Cradock e vendute in abbonamento dal 1829 al 1837. In seguito, la Società ha combinato tutte le mappe in un singolo Atlante Mondiale pubblicato da Chapman e Hall. Questo atlante ai suoi tempi non aveva precedenti per la sua qualità, portata, ed economicità. Oggi la SDUK è conosciuta fra i più alti esempi di pubblicazioni cartografiche per il mercato di massa disponibili nell metà dell'800 sul mercato Inglese. Particolarmente note sono anche le sue mappe delle città, accuratissime nei dettagli. Nel 1848 la SDUK cessò di esistere, ma le opere che aveva commissionato continuarono ad essere pubblicate. Un'edizione dell'Atlante SDUK, fu pubblicata nel 1873 da Edward Stanford.

### Altre pubblicazioni SDUK
- Penny Cyclopaedia
- British Almanac (and associated Companion)
- Library of Entertaining Knowledge
- Farmers Series
- Working Man's Companion
- Quarterly Journal of Education
- Gallery of Portraits
- Biographical Dictionary

|  |  |  |

|  |  |  |